# Brian Percival
Brian Percival (Liverpool, 1962) è un regista britannico.

## Biografia
Noto per aver girato diversi episodi delle serie TV Downton Abbey e North & South e il film Storia di una ladra di libri, Percival nel 2011 ha vinto un Emmy per la serie TV Downton Abbey.

## Filmografia parziale

### Regista

#### Cinema
- A Boy Called Dad (2009)
- Storia di una ladra di libri (The Book Thief) (2013)

#### Televisione
- Downton Abbey – serie TV, 6 episodi (2010-2012)
- Creature grandi e piccole - Un veterinario di provincia (All Creatures Great and Small) – serie TV, 6 episodi (2020-2022)

### Produttore
- Downton Abbey, regia di Michael Engler (2019)